# Должниково (разъезд)
Должниково — железнодорожный разъезд в Базарносызганском районе Ульяновской области при одноимённом остановочном пункте Куйбышевской железной дороги (код ЕРС: 642164). Входит в состав Должниковского сельского поселения.

## География
Населённый пункт расположен на железнодорожной линии Сызрань — Инза в четырёх километрах к северо-западу от села Должниково и в 11 километрах к западу от рабочего посёлка Базарный Сызган — административного центра района.

### Часовой пояс
Должниково, как и вся Ульяновская область, находится в часовой зоне МСК+1. Смещение применяемого времени относительно UTC составляет +4:00.

## История
В 1897 году (в 1899 году было завершено строительство), рядом с селом Должниково, на линии Московско-Казанской железной дороги, был построен железнодорожный разъезд «Должниково».

## Население
- В 1913 году в посёлке при разъезде «Должниково» в 3 дворах жило: 21 мужчина и 15 женщин[5].
- На 1930 г. в 9 дворах жило 36 чел.[6];
- На 2010 год - 13 человек[2].

## Инфраструктура
В разъезде расположена всего одна улица: Железнодорожная.